# Koxanəbi
Koxanəbi è un comune dell'Azerbaigian situato nel distretto di Tovuz. Conta una popolazione di 235 abitanti.